# Maarate Anumane
Maarate Anumane (em árabe: مَعَرَّة النُّعْمَان‎‎; romaniz.: Maʿarrat al-Nuʿmān), também conhecida como Almaara, é uma cidade no noroeste da Síria, a 33 quilômetros ao sul de Idlibe e 57 quilômetros ao norte de Hama, com uma população de aproximados 58 008 indivíduos (censo de 2004). Está localizada na estrada entre Alepo e Hama e próximo das Cidades Mortas de Bara e Serjila. A cidade, conhecida como Arra pelos gregos, tem seu nome atual composto pelo nome grego e o nome do primeiro governador muçulmano Anumane ibne Baxir, um companheiro de Maomé. Os cruzados chamaram-a Marre. Hoje a cidade tem um museu com mosaicos das Cidades Mortas, a Grande Mesquita de Maarate Anumane, um madraçal construído por Abul Farauis em 1199 e restos da cidadela medieval. A cidade é também o local de nascimento do poeta Almaarri (973–1057).

## História
Em 891, Iacubi descreveu-a como "uma antiga cidade, agora uma ruína. Ela fica na província de Homs." Pelo tempo de Abu Ixaque (951), o lugar havia se recuperado, pois ele descreve a cidade "muito cheia de coisas boas, e muito opulenta". Figos, pistaches e vinhas foram cultivadas. Em 1047, Nácer Cosroes visitou a cidade, e descreveu-a como uma cidade populosa com uma muralha de pedra. Havia uma mesquita da sexta-feira num monte no meio da cidade. O bazar estava cheio de tráfico. Áreas consideráveis de terra cultivada cercavam a cidade, com muitas figueiras, oliveiras, pistaches, amêndoas e uvas.

### Massacre de Maarra

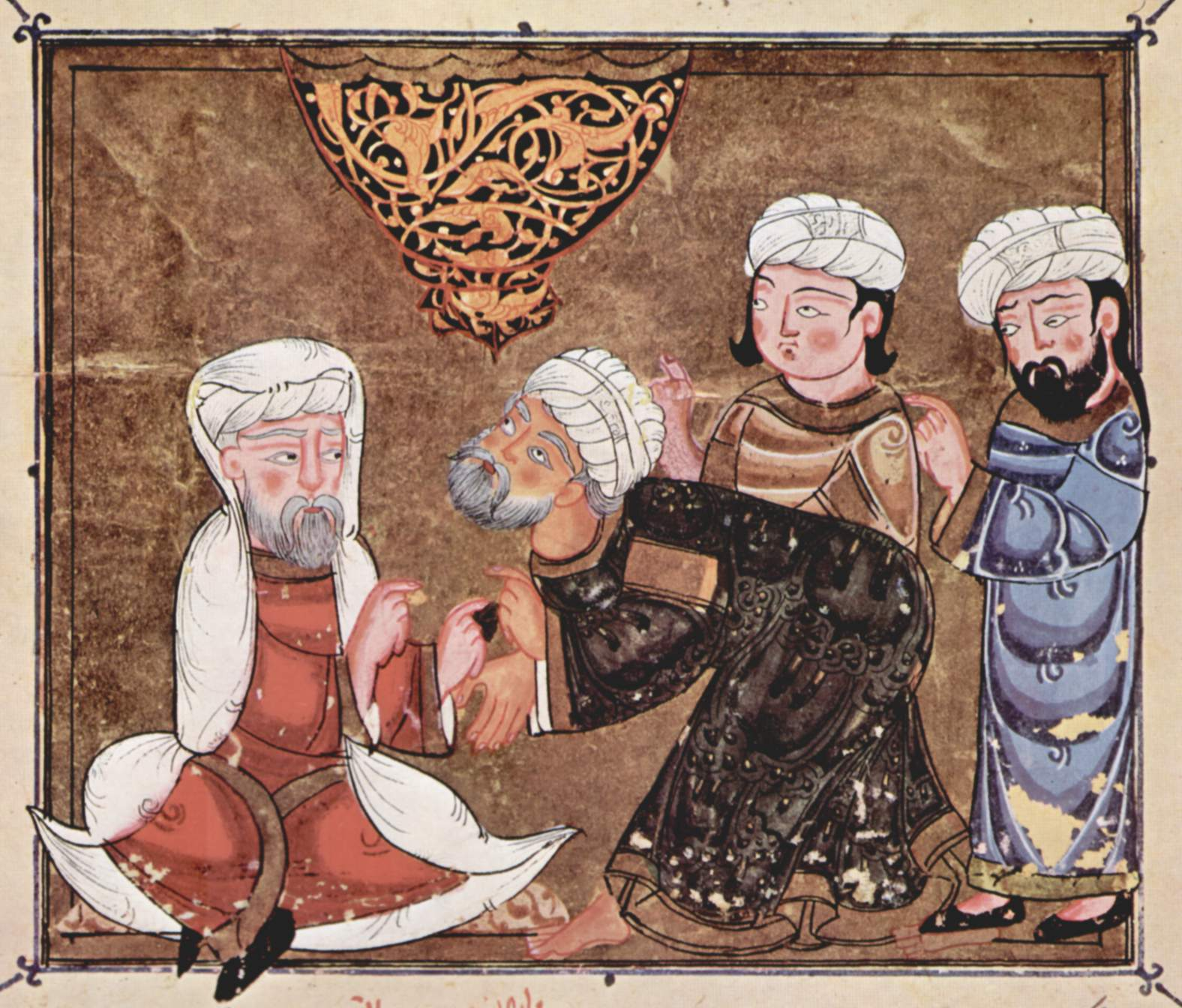
Iluminura retratando Abu Zaíde implorando diante do cádi de Maarra (1334)

O evento mais infame da história da cidade data do final de 1098, durante a Primeira Cruzada. Depois dos cruzados, liderados por Raimundo IV de Tolosa (r. 1094–1105) e Boemundo I de Antioquia (r. 1088–1111), sitiarem com sucesso Antioquia, ficaram sem suprimentos alimentícios suficientes. Seus ataques nas zonas rurais vizinhas durante os meses de inverno não ajudaram na situação. Em 12 de dezembro, alcançaram Maarra, muitos deles sofrendo de fome e malnutrição. Eles conseguiram criar uma brecha nas muralhas e massacraram aproximados 8 000 habitantes. Contudo, dessa vez, como não puderam encontrar alimentos o suficiente, praticaram o canibalismo. Um dos comandantes cruzados escreveu ao papa Urbano II: "uma terrível fome atormentou o exército em Maarra, e colocou-o numa necessidade cruel de alimentar-se com os corpos dos sarracenos".
Radulfo de Caém, outro cronista, escreveu: "em Maarra nossas tropas cozinharam adultos pagãos em panelas; eles empalaram crianças em espetos e devoraram-as grelhadas." Esses eventos também foram descritos por Fulquério de Chartres, que escreveu: "Eu estremeço para contar que muitas de nossas pessoas, assediadas pela loucura da fome excessiva, cortaram pedaços das nádegas dos sarracenos já mortos, que eles cozinharam, mas quando ainda não estava assado pelo fogo, devoraram-as com selvageria."

### Período medieval tardio
ibne Almucadã recebeu terras em Maarate Anumane em 1179 como parte de sua compensação por ceder Heliópolis ao irmão de Saladino, Turã Xá. Ibne Jubair passou pela cidade em 1185, e escreveu que "em todos os lugares em torno da cidade havia jardins [...] é uma das terras mais férteis e ricas do mundo". ibne Batuta visitou-a em 1355, e descreveu a cidade como pequena. Os figos e pistaches da cidades foram expostos em Damasco.

## Século XXI
O governo sírio perdeu o controle da cidade para uaabitas entre 2012 e 2020.